# Ясир ибн Амир
Ясир ибн Амир ибн Малик аль-Анси (араб. يَاسِر ٱبْن عَامِر ٱبْن مَالِك ٱلْعَنْسِيّ‎, Yāsir ibn ʿĀmir ibn Mālik al-ʿAnsī; род. Йемен) — один из первых сподвижников исламского пророка Мухаммеда. Он известен тем, что был вторым мучеником в исламе, первым из которых стала его жена Сумайя.

## Ранний период жизни
Ясир был родом из клана Малик племени Мадхидж в Йемене. Он и его два брата, Аль-Харис и Малик, отправились на север в Мекку, чтобы найти четвертого брата, который пропал. Аль-Харис и Малик вернулись в Йемен, но Ясир решил поселиться в Мекке. Он вошёл под защиту Абу Хузайфы ибн аль-Мугиры, члена клана Бану Махзум племени Курайшитов:188:29,116–117.
Абу Хузайфа дал Ясиру свою рабыню Сумайю в жены. В 556 году у них родился сын Аммар:29,117:185. У Ясира также было два других сына, Хурайс и Абдулла:189:29,  но нет никаких указаний на то, что Сумайя была их матерью. Хурайс, который был старшим из троих, был убит кланом Дил до 610 году:189:29.

## Обращение в ислам
Ясир, Сумайя, Абдулла и Аммар приняли ислам стали мусульманами в «ранний период»:188–189:29,117:185. С 614 года курайшиты преследовали мусульман низкого социального положения:143. После смерти Абу Худхайфы Ясир и его семья остались без защитника в Мекке:29,117, клан Махзум пытал их, чтобы заставить отказаться от своей веры:185–186:145.
Ясир, Сумайя и Аммар были вынуждены стоять на солнце в жаркий день, одетые в кольчуги:178:145. Исламский пророк Мухаммед прошел мимо, пока они стояли так, и призвал их: «Терпение, о семья Ясира! Местом вашей встречи будет Рай»:190:145.
Абу Джахль, член клана Бану Махзум, убил Сумайю, пронзив её своим копьем:178:186:145.

## Смерть и наследие
Принято считать, что Ясир также был убит в ходе преследований.

Первыми жертвами языческого истощения и агрессии стали те мусульмане, которые не имели племенной принадлежности в Мекке. Ясир, его жена Сумайя и их сын Аммар не имели племенной принадлежности. В Мекке они были «чужеземцами», и не было никого, кто мог бы их защитить. Все трое были зверски замучены Абу Джахлем и другими неверными. Сумайя, жена Ясира, умерла во время пыток. Таким образом, она стала Первой Мученицей в исламе. Чуть позже её муж Ясир также был замучен до смерти, и он стал «Вторым Мучеником в исламе».
Курайшиты обагрили свои руки мусульманской кровью. В списке мучеников Сумайя и её муж Ясир занимают одно из первых мест. Они были убиты только из-за своей преданности Аллаху и любви к Исламу и Мухаммаду Мустафе.

У тех мусульман, которые погибли в битвах при Бадре и Ухуде, была армия, которая защищала и поддерживала их. Но у Ясира и его жены не было никого, кто бы их защищал; у них не было оружия, и они были самыми беззащитными из всех мучеников ислама. Пожертвовав своими жизнями, они подчеркнули истину ислама и вложили силу в его структуру. Они сделали традицию жертвоприношения и мученичества неотъемлемой частью этики ислама.— Razwy (2001)